# Záměrná záměna
Záměrná záměna, popřípadě Záměrná záměna aneb Dvojí lekce (ve francouzském originále La Méprise volontaire resp. La Méprise volontaire, ou la Double Leçon) je komická opera (opéra comique, „comédie mêlée d'ariettes“) o jednom dějství francouzské skladatelky slečny Le Sénéchal de Kercado z roku 1805. Libreto k ní napsal dramatik Alexandre Duval. Její premiéra se konala 5. messidoru roku XIII (28. června 1805) v pařížském divadle Théâtre de l'Opéra-Comique, přesněji v jeho tehdejší budově zvané (první) Salle Favart.

## Vznik, historie a charakteristika
Záměrná záměna je jediným známým dílem skladatelky uváděné jako slečna Le Sénéchal de Kercado (nebo Kerkado), jež měla při jejím uvedení v Opéra-Comique pouhých devatenáct let. Podle badatelky Florence Launayové se jedná o Marie-Innocente-Alexandrine-Hyacinthe Le Sénéchal de Kercado (1785–po 1815) z Vannes. Libretista Alexandre Duval (vl. jm. Alexandre-Vincent Pineux, 1767–1842) se podle svých vzpomínek seznámil se slečnou Le Sénéchalovou náhodně a strávil nějaký čas u ní na venkově. „Byl jsem úplně ohromen tím, že jsem potkal mladou ženu, v niž se spojovalo malířské a hudební nadání; v tom druhém dosáhla vzácné dokonalosti a slavný Tarchi, který jí dával hodiny kompozice, měl o své žačce tak vysoké mínění, že jsem se rozhodl jí dát toto dílko.“
Námětem Záměrné záměny je problematika genderu – konflikt způsobený chováním dvou postav (sourozenců Élizy a Henriho) v rozporu s tím, co se od jejich biologického pohlaví společensky očekává. Oběma je za to kladným hrdinou (Valmontem) uštědřena „dvojí lekce“ z podtitulu opery a narušený pořádek je znovu nastolen, ale vyznění není tak přímočaré: Henri je ve svém náhlém „zmužnění“ možná ještě směšnější než na počátku a Éliza využije „ženských půvabů“ k tomu, aby Valmonta zcela ovládla, až akceptuje její chování bez výhrad. (Dobové kritiky však shodně oceňují „polepšení“ obou postav jako mravní poselství dramatu.)

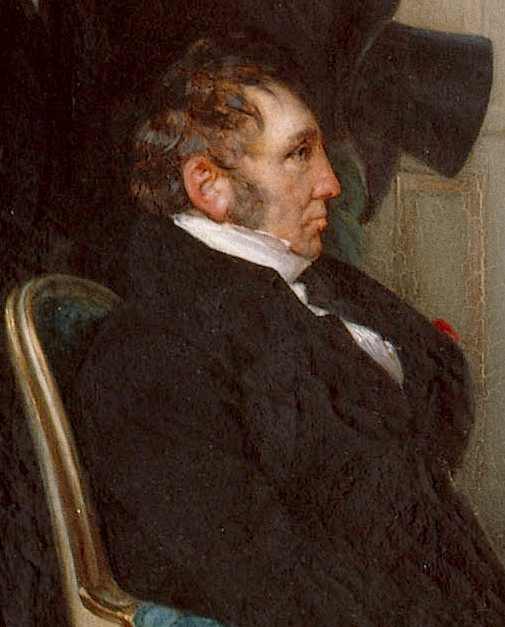
Libretista Záměrné záměny Alexandre Duval, výřez z obrazu Françoise-Josepha Heima

Podle libretisty Alexandra Duvala (vl. jm. Alexandre-Vincent Pineux, 1767–1842) ho k této opeře inspiroval článek v časopise Spectateur anglais. S odstupem litoval, že látku nezpracoval v činoherní komedii a ve větším formátu, protože jako jednoaktová opéra-comique utrpěla zjednodušením myšlenky a zploštěním charakterů. Duval vzpomíná, že – zejména v době napoleonských válek – bylo zobrazení mužatky a zženštilého muže ve francouzském divadle velmi neobvyklé a obecenstvo ho nepřijalo; dokonce ani představitelka role Élizy se neodvážila ji hrát tak výrazně, jak by to autor považoval za nutné. Původní umístění do Francie – ještě v libretu předloženém cenzuře – muselo být přeneseno do Anglie, aby se chování hrdinů mohlo omluvit typickou britskou „výstředností“.
Recenzent Magasin encyclopédique měl velmi vysoké mínění o libretu („toto dílo, stylem i ponaučením, dělá čest svému autorovi“) i o hudbě, která „ohlašuje velké nadání. Všimli jsme si dokonce dvou nebo třech mimořádně příjemných čísel.“ Podobně libreto oceňuje i recenze otištěná v La Revue philosophique, littéraire et politique a v hudbě nachází „ryzí vkus, propracovaný doprovod, ale bez hledanosti a afektu“, „energii výrazu“, „půvab a panenskou svěžest“. „Na seznamu hudebních skladatelů není téměř žádná žena. Slečně de Kercado je souzeno zaujímat tam čestné místo. Její jméno figuruje slavně v dějinách starověkého rytířství; stane se slavným i v dějinách umění.“ Umírněněji píše  Courrier des spectacles: „Hudba má poněkud neurčitou kompozici, ale nabízí několik velmi pěkných čísel, zejména árii pro Ellevioua a tercet mezi ním, Moreauem a Paulem.“
Duvalovy vzpomínky popisují, jak předsudky vůči ženám ovlivnily přijetí opery i kariéru slečny Le Sénéchalové: „Nepochybuji, že by se jednou možná vyrovnala svému mistrovi, kdyby herci z toho důvodů, že byla ženou, neukončili rychle její kariéru. Během všech zkoušek díla se herci i hudebníci stali upřímnými obdivovateli talentu mé mladé skladatelky; nevěděli, zda obdivovat více melodie nebo různorodost doprovodu; všichni se snažili uhodnout, kdo je tím neznámým umělcem, který znenadání zazáří na operní scéně: jeden dílo připisoval mladémi cizinci nedávno přibyvšímu z Říma, jiný osvědčenému mistru francouzské školy, který si chtěl zachovat anonymitu. Pak přišel den premiéry, a pokud byly jisté známky nespokojenosti, netýkaly se hudby; ta naopak sklidila brilantní úspěch. Ale když na konci představení byla podle zvyku přečtena jména autorů, bylo obecenstvo zcela překvapeno tím, že za potěšení, které se jim dostalo, vděčili devatenáctileté slečně; z galantnosti ovace znásobilo. Ale to neplatilo pro starší odborníky a řadu herců, kteří hudbu během zkoušek obdivovali; ti zcela změnili mínění, a protože se jim zdálo nemožné, že by mladá slečna mohla složit hudbu k opeře, během dvanácti či patnácti repríz, kterých kus dosáhl, považovali za vhodné pomlouvat na veřejnosti dílo, které tak obdivovali, dokud neznali jméno jeho autora. […] Slečna Le Sénéchal de Kercado měla vše, co je třeba pro úspěšné vedení brilantní divadelní kariéry; ale myslím, že tato první nespravedlnost – kterou obecenstvo nijak nesdílelo – ji mohla zcela znechutit.“
Záměrná záměna dosáhla roku 1805 jen tří představení, s větším úspěchem byla znovu uvedena o dva roky později, kdy dosáhla osmi repríz. Hrála se i v jiných (provinčních) divadlech, například v Rouenu (ačkoli zprávy říkají, že neuspěla).
Slečna Le Sénéchal de Kercado skutečně od kariéry v hudebním divadle upustila a po roce 1815 se její stopy ztrácejí.

## Osoby a první obsazení

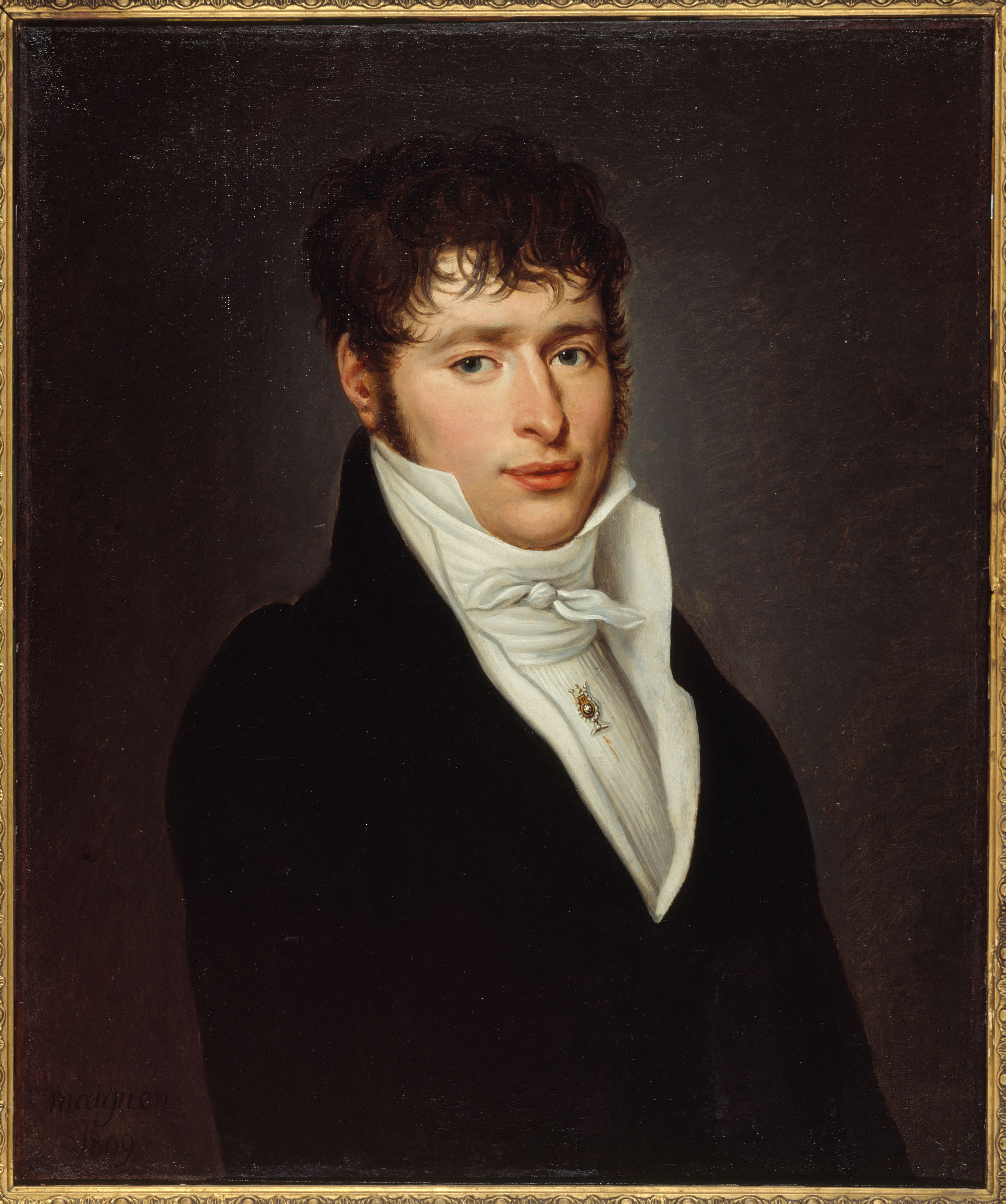
Slavný tenorista Jean Elleviou, první Valmont v Záměrné záměně. Obraz Maignena de Sainte-Marie

| osoba                    | hlasový obor           | premiéra (5. messidoru XIII)               |
| ------------------------ | ---------------------- | ------------------------------------------ |
| Valmont                  | tenor                  | (Pierre-)Jean(-Baptiste-François) Elleviou |
| Saint-Albe, jeho strýc   | baryton (basse-taille) | Simon Chenard                              |
| Charles, Valmontův sluha | …                      | Moreau                                     |
| Henry, bratr Elisy       | tenor (haute-contre)   | Paul (vl. jm. Paul Dutreck)                |
| Elisa                    | soprán                 | Louise-Philippine-Joséphine Rolandeau      |

## Děj opery
(Salon na venkovském šlechtickém sídle daleko od Londýna) Rozvážný mladý šlechtic Valmont přijel na venkov na námluvy. Má si brát Élizu, jejíž zesnulý otec, vysoký důstojník, byl dobrým přítelem Valmontova strýce Saint-Alby a kterou Valmont před lety poznal jako roztomilé čtrnáctileté děvče (duet Mon cœur encor se rappelle – vypuštěn). Ale Valmontův sluha Charles pánovi hlásí, že slečna je od rána na lovu. A podle výsledků Charlesova vyptávání mezi služebnictve, nelhala pověst, že Éliza má mužské vystupování a oddává se mužským radovánkám, což je výsledkem její výchovy v ryze mužském prostředí a vlivu jejího otce. Naproti tomu jejího bratra Henriho vychovala staropanenská teta a nyní je změkčilý a oddává se ženským zálibám.
Henri vzápětí přichází; je to ostýchavý mladík dbající o svůj zevnějšek. Sestra ho přivedla do zámku na zásnuby a nechala ho jet na divokém, vzpurném koni, který Henriho shodil; mladík je z toho dosud v obrovském šoku (č. 1 tercet Dés le matin, du château de ma tante). A protože si zoufá nad svým pokrčeným oblekem, odvádí ho Charles do převlékárny. Valmonta mezitím napadla metoda, jak napravit Éliziny nedostatky, o nichž se doslechl, a jednou ranou také Henriho. Vzpomíná na líbeznou dívku a doufá, že mu jednou odpustí léčku, kterou na ni hodlá k jejímu prospěchu nastražit (č. 2 árie Éliza, pardonne une ruse).
Do svého plánu zapojí i Charlese. Když pak dorazí jeho strýc Saint-Albe, Valmont mu namluví, že se Éliza chce dohodnutému sňatku vyhnout a nápadníka odradit, a proto se bude vydávat za svého bratra a on za ni. Nechť však strýc nedá najevo, že o této záměně ví! – Lovecký sbor (č. 3 Non, non, jamais on ne lasse) ohlašuje návrat Élizy. Ta přichází v oděvu „amazonky“ a rázně vydává povely služebnictvu. Zpříma a bez ostychu se zdraví se Saint-Albou a na jeho dotaz mu dává nadšený popis svého ranního lovu (č. 4 árie Le ciel était serain). Když ho pak Éliza bodře zve k večeři a na skleničku, je Saint Alba přesvědčen – to je jasný muž v ženských šatech.

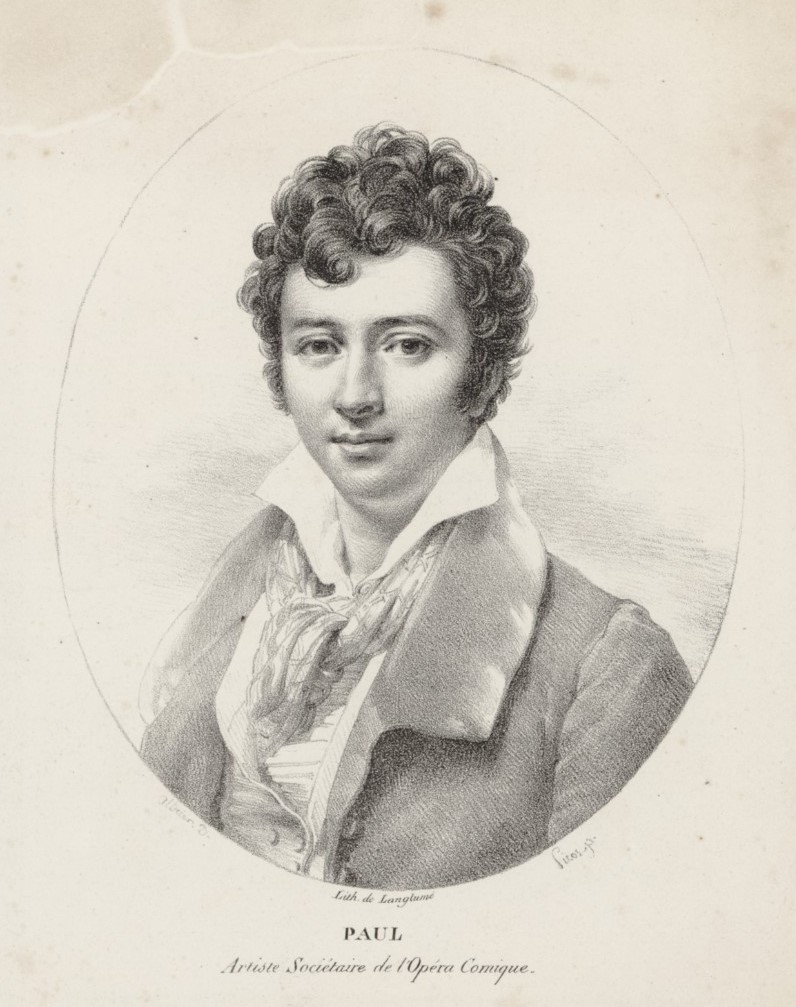
Paul Dutreck, zvaný Paul, první představitel Henriho v Záměrné záměně

Henri se vítá se sestrou; je stále rozzrušený a uklidňuje se vyšíváním. Saint-Albe ho pozoruje, což Henriho dále znervózňuje, a má ho za ženu přestrojenou za muže. Chové se tedy k oběma jako k obráceným pohlavím, ba výslovně naznačuje, že Henri je žena a Éliza muž ; oba mladí lidé ho mají za pomatence (tercet Ah! ah! la plaisante aventure – vypuštěn). Ale i Valmont, když přijde, ke konsternaci obou sourozenců zahrnuje Henriho dvornostmi, zatímco s Élizou hovoří po chlapácku. Éliza chce muvit o samotě se svým snoubencem, ale ten hovoří zaníceně o nevinné a jemné Élize, již si zamiloval, zatímco k dnešní Élize se chová chladně a nakonec ji přímo obviní, že si s bratrem vyměnila role (č. 5 duet Monsieur, point de plaisanterie). Éliza přemítá, zda se ve Valmontově rodině šílenství dědí, zatímco Valmont jí podrobně vysvětluje, jak na údajnou záměnu sourozenců přišel; jestli se chtěla „Éliza“ vydávat za ženu, dopustila se řady chyb… Nehledě na to, že v ní prý jeho sluha Charles poznal kapitána dragounů, pod kterým sloužil. Charles se k ní skutečně chová jako k bývalé velitelce. Hádka mezi Valmontem a Élizou se vyostří; Valmont ji uráží, a protože Éliza ví, že od bratra se obrany nedočká, vyzývá Valmonta na souboj. Charles před ní Valmonta varuje: jeho kapitán je výtečný střelec a zabil už v duelu tři muže! Éliza zuří. Hluk přivolá i Saint-Albu a Henriho. Ten je situací tak rozrušen, že málem upadá do mdlob a ostatní ho musí křísit. Valmont má za to, že jeho lekce byla zdárně uštědřena (č. 6 kvintet Ah! de grâce, laissez ces armes). Saint-Albe s rozčilením a výhrůžkami vůči oběma sourozencům odejde, zatímco Valmont dále hraje hru a trvá na souboji s „údajnou“ Élizou.
Éliza a Henri si navzájem vyčítají své chování nepříslušející jejich pohlaví. Éliza je zklamána nepřátelstvím Valmonta, do kterého se již jako žabec zamilovala, a Henri – přes nedostatky svého vychování – nechce nechat stát, že mu chybí odvaha. Je odhodlán se bít za čest své sestry (zacházet s pistolí snd nemůže být tak obtížné) a vyzývá Valmonta na souboj ve stromořadí. Éliza se mezitím převleče do ženštějších šatů a chová se nyní upejpavě a líbezně (č. 7 duet s Valmontem Que Valmont maintenant paraisse). Její nežné a elegantní vystupování a jemná konverzace o trápení, které Valmont jejím citům působí, dostávají Valmonta záhy na kolena a ten je ochoten odpřisáhnout, že jí jako své ženě dovolí cokoli, lovem a klením počínaje, ba ji i odprošuje za hru, kterou s ní sehrál. Saint-Albe zatím jen stěží krotí Henriho, který trvá na „alespoň malém“ souboji (č. 8 ansámbl Ciel! comme une injure cruelle… Monsieur, votre voiture est prête… De grâce, battons-nous un peu). A protože Éliza i Henri jsou zdá se ochotni přizpůsobit své chování očekáváním, je přirozený pořádek nastolen a zásnuby se mohou konat podle plánu (č. 9 závěrečný sbor Suivez l'exemple qu'on vous donne).